# Medicine Hat Tigers
Medicine Hat Tigers är ett kanadensiskt proffsjuniorishockeylag som är baserat i Medicine Hat, Alberta och har spelat i den nordamerikanska proffsjuniorligan Western Hockey League (WHL) sedan 1970, när laget grundades av George Maser. De spelar sina hemmamatcher i Medicine Hat Arena som har en publikkapacitet på 4 006 åskådare. Tigers har vunnit Memorial Cup två gånger (1986-1987 och 1987-1988) och WHL fem gånger (1972-1973, 1986-1987, 1987-1988, 2003-2004, 2006-2007).
Tigers har lyckats få fram spelare som bland annat Craig Berube, Jay Bouwmeester, Murray Craven, Derek Dorsett, Tyler Ennis, Vernon Fiddler, Travis Green, Darren Helm, Kelly Hrudey, Trevor Linden, Joffrey Lupul, Tom Lysiak, Clarke MacArthur, Bryan McCabe, Lanny McDonald, Rob Niedermayer, Chris Osgood, Mike Rathje och Kris Russell som alla tillhör alternativt tillhörde olika medlemsorganisationer i den nordamerikanska proffsligan National Hockey League (NHL).